# まんのう町立琴南中学校
まんのう町立琴南中学校（まんのうちょうりつ ことなみちゅうがっこう）は、香川県仲多度郡まんのう町にあった公立中学校。

## 沿革
- 1971年4月 - 琴南町（当時）内の造田・美合両中学校（本校・川奥分校）を統合して開校。
- 2006年3月 - 3町の合併によるまんのう町成立に伴い現校名へ改称。
- 2016年3月 - まんのう町立満濃中学校に統合され閉校、45年の歴史に幕を下ろす[1]。

## 学区
旧琴南町全域（まんのう町立琴南小学校の校区）を校区とする

## 学区内の主な施設
- 美霞洞温泉
- 道の駅ことなみ

## 主な学校行事
- 修学旅行
- 体育祭